# Kommunistisk Parti
Kommunistisk Parti är ett danskt politiskt parti, som bildades av 150 medlemmar från Danmarks Kommunistiske Parti/Marxister-Leninister och Kommunistisk Samling i november 2006. Därefter upplöstes de dåvarande partierna.
Partiet ger ut dagstidningen Dagbladet Arbejderen.

## Historia
Partiet bildades genom en sammanslagning av Danmarks Kommunistiske Parti/Marxister-Leninister (DKP/ML) och föreningen Kommunistisk Samling (KS). De sistnämnda bestod av en grupp utbrytare från Kommunistisk Parti i Danmark (KPiD), som valde att lägga ner partiet år 2005 i protest mot partiets plötsliga motvilja mot en sammanslagning med DKP/ML. Partiet grundades som en del av ett försök att samla de kommunistiska krafterna i Danmark, som har varit splittrade i småfraktioner sedan 1970-talet.

## Politisk linje
Partiet ansluter sig i sitt principprogram, som blev antaget på kongressen 2006, till den marxistisk-leninistiska revolutionära linjen. Partiet försöker samtidigt att vara öppet för inlägg från alla sidor, för att undgå upprepningar av tidigare fel.

## Aktiviteter
Under de första åren har partiet har varit mycket aktivt, och har bland annat stått för organisationen av "Rød Blok" till Aktion G13.